# Green Ethernet
Зелёный ethernet (англ. Green Ethernet) – технология энергосбережения для Ethernet. 
Суть её заключается в более рациональном использовании электрической энергии. Коммутатор (любое сетевое устройство с поддержкой функции Green Ethernet) периодически  опрашивает свои порты (разъемы), и в случае если подключенное устройство не работает, то есть выключено или вообще не подключено, – порт отключается от питания. Помимо этого, специальное программное обеспечение определяет длину кабелей и в зависимости от их длины регулирует мощность сигнала. По заявлениям производителя, Green Ethernet позволяет сократить энергопотребление на величину от 45% до 80%.